# Locais de sepultamento dos consortes reais do Reino Unido
Lista dos locais de sepultamento dos consortes reais do Reino Unido organizada em ordem cronológica de reinado.
As consortes reais eram as esposas dos monarcas e desde a unificação do Reino Unido em 1707 até os dias de hoje, um total de 11 pessoas foram consortes reais, sendo 8 mulheres e 3 homens, chamando de Príncipes Consortes
Nem todas as esposas de monarcas se tornaram consortes, pois podem ter morrido, se divorciado antes da ascensão de seus maridos ao trono, ou casado após a abdicação. Tais casos incluem a princesa Sofia Doroteia de Brunsvique-Luneburgo, esposa de Jorge, príncipe hereditário de Brunsvique-Luneburgo (o futuro rei Jorge I), Wallis Warfield, esposa de Eduardo, duque de Windsor (o antigo rei Eduardo VIII), e Lady Diana Spencer, esposa de Charles, príncipe de Gales (mais tarde rei Charles III).
Apenas Jorge I e Eduardo VIII foram solteiros durante seus reinados. 

## Locais de sepultamento dos consortes reais do Reino Unido

### Casa Stuart
| Nome               | Retrato | Cônjuge | Reinado                                   | Data de Falecimento   | Local de Sepultamento                      | Foto do Local |
| ------------------ | ------- | ------- | ----------------------------------------- | --------------------- | ------------------------------------------ | ------------- |
| Jorge da Dinamarca |         | Ana     | 1 de maio de 1707 – 28 de outubro de 1708 | 28 de outubro de 1708 | Abadia de Westminster, Londres, Inglaterra |               |

### Casa Hanôver
| Nome                             | Retrato | Cônjuge      | Reinado                                          | Data de Falecimento    | Local de Sepultamento                                    | Foto do Local |
| -------------------------------- | ------- | ------------ | ------------------------------------------------ | ---------------------- | -------------------------------------------------------- | ------------- |
| Carolina de Brandemburgo-Ansbach |         | Jorge II     | 11 de junho de 1727 – 20 de novembro de 1737     | 20 de novembro de 1737 | Abadia de Westminster, Londres, Inglaterra               |               |
| Carlota de Mecklemburgo-Strelitz |         | Jorge III    | 8 de setembro de 1761 – 17 de novembro de 1818   | 17 de novembro de 1818 | Capela de São Jorge, Windsor, Berkshire, Inglaterra      |               |
| Carolina de Brunsvique           |         | Jorge IV     | 29 de janeiro de 1820 – 7 de agosto de 1821      | 7 de agosto de 1821    | Catedral de Brunsvique, Brunsvique, Alemanha             |               |
| Adelaide de Saxe-Meiningen       |         | Guilherme IV | 26 de junho de 1830 – 20 de junho de 1837        | 2 de dezembro de 1849  | Capela de São Jorge, Windsor, Berkshire, Inglaterra      |               |
| Alberto de Saxe-Coburgo-Gota     |         | Vitória      | 10 de fevereiro de 1840 – 14 de dezembro de 1861 | 14 de dezembro de 1861 | Mausoléu Real, Frogmore, Windsor, Berkshire, Reino Unido |               |

### Casa de Saxe-Coburgo-Gota
| Nome                   | Retrato | Cônjuge     | Reinado                                   | Data de Falecimento    | Local de Sepultamento                                | Foto do Local |
| ---------------------- | ------- | ----------- | ----------------------------------------- | ---------------------- | ---------------------------------------------------- | ------------- |
| Alexandra da Dinamarca |         | Eduardo VII | 22 de janeiro de 1901 – 6 de maio de 1910 | 20 de novembro de 1925 | Capela de São Jorge, Windsor, Berkshire, Reino Unido |               |

### Casa Windsor
| Nome                         | Retrato | Cônjuge   | Reinado                                         | Data de Falecimento | Local de Sepultamento                                | Foto do Local |
| ---------------------------- | ------- | --------- | ----------------------------------------------- | ------------------- | ---------------------------------------------------- | ------------- |
| Maria de Teck                |         | Jorge V   | 6 de Maio de 1910 – 20 de janeiro de 1936       | 24 de março de 1953 | Capela de São Jorge, Windsor, Berkshire, Reino Unido |               |
| Isabel Bowes-Lyon            |         | Jorge VI  | 11 de dezembro de 1936 – 6 de fevereiro de 1952 | 30 de março de 2002 | Capela de São Jorge, Windsor, Berkshire, Reino Unido |               |
| Filipe da Grécia e Dinamarca |         | Isabel II | 6 de fevereiro de 1952 – 9 de abril de 2021     | 9 de abril de 2021  | Capela de São Jorge, Windsor, Berkshire, Reino Unido |               |